# Buddha (Manga)
Buddha (jap. ブッダ, Budda) ist ein Manga des japanischen Zeichners Osamu Tezuka, der von 1972 bis 1983 erstmals in Japan erschien. Er behandelt das Leben Siddharta Gautamas und dessen Begründung des Buddhismus. Das Werk wurde in mehrere Sprachen übersetzt und 2011 als Animefilm umgesetzt. Es ist die längste durchgängige Geschichte, die Tezuka schuf.

## Handlung
Der Brahmane Naradatta wird von seinem Meister Asita auf Reisen geschickt, um einen wundersamen Menschen zu finden, der der Auserwählte sein könnte. Naradatta erfährt, dass dieser ein kleiner Junge und Paria ist, und ist darüber zunächst entsetzt, da doch niemand über den Brahmanen stehen soll. Währenddessen trifft der junge Sklave Chapra auf Tatta, da dieser von seinem Herrn gestohlen hat. Schließlich hilft Tatta Chapra und seiner Mutter zu fliehen. Dabei hilft ihnen Tattas Fähigkeit, mit den Tieren zu kommunizieren und seinen Geist in den Körper dieser Tiere zu versetzen. Doch in ihrer Abwesenheit stirbt Tattas Familie, als die Armee von Kosala die Stadt niederbrennt. Die Gruppe trifft auf den Brahmanen und schließlich können sie zu viert vor der Armee fliehen. Als Chapra zur Armee zurückkehrt, bekommt er die Gelegenheit dem General das Leben zu retten. Zum Dank wird er von ihm aufgenommen. Chapra bekommt die Ausbildung eines Soldaten und zeigt sich dabei fähig. Bald ist er der Stolz seines Adoptivvaters und hat sich in Malikka, die Tochter des Ministers verliebt. Doch in einem Wettkampf um sie wird er schwer verwundet.
Zur gleichen Zeit erwartet der Herrscher von Kapilavastu die Geburt seines Kindes. Auch die ganze Natur um sie herum scheint das Kind zu erwarten, Tiere strömen herbei und Naturwunder geschehen. Doch kurz nach der Geburt stirbt die Mutter, ihrem Wunsch nach nennt der König seinen Sohn „Siddhartha“.

## Veröffentlichung
Der Manga erschien von September 1972 bis Dezember 1983 im Manga-Magazin Kibō no Tomo. Der Verlag Ushio Shuppansha veröffentlichte das Werk später in 14 Sammelbänden.
Eine deutsche Übersetzung erscheint seit Mai 2012 bei Carlsen Comics in zehn Bänden. Die Übersetzung stammt von John Schmitt-Weigand. Außerdem wurde Buddha ins Englische, Französische, Spanische, Italienische, Portugiesische, Chinesische und weitere Sprachen übersetzt.

## Anime-Adaption
Unter der Regie von Kozo Morishita produzierte Tōei Animation eine Adaption des Mangas als Anime-Kinofilm. Unter dem Titel Tezuka Osamu no Buddha – Akai Sabaku yo! Utsukushiku (手塚治虫のブッダ -赤い砂漠よ!美しく-) wurde er am 28. Mai 2011 erstmals bei einem Festival vorgeführt.

## Rezeption
Der Manga wurde 2004 und 2005 mit dem Eisner Award für die beste US-Ausgabe eines internationalen Comics ausgezeichnet. Paul Gravett bezeichnet das Werk als „inspirierende biografische Geschichte für alle Altersgruppen“. Frederic L. Schodt nennt Buddha als eines der Werke Tezukas, in denen Humanismus und der Respekt für das Leben besonders zum Ausdruck kommen.
Laut der deutschen Zeitschrift AnimaniA zeichnet den Manga aus, dass er nicht einfach eine bloße Erzählung des Lebens Gautamas enthält, sondern eine „im höchsten Grade unter die Haut gehende“ Auseinandersetzung mit der buddhistischen Lehre.